# Alto Santa Terezinha
Alto Santa Terezinha é um bairro do Recife, Pernambuco.
Tem limites com Linha do Tiro, Água Fria, Bomba do Hemetério, Alto José do Pinho, Morro da Conceição e Alto José Bonifácio. 
O bairro foi desmembrado do bairro de Casa Amarela. Dentro do Alto Santa Terezinha há localidades que não são reconhecidas como bairros pela Prefeitura do Recife, como o Alto do Pascoal.
Em sua área, constante de 69 ruas, há 242 empreendimentos comerciais,, nas diversas categorias de comércio, serviços e indústria. Nele encontra-se um estabelecimento escolar público municipal e um COMPAZ .

## História
O nome da localidade foi gerado de uma capela católica denominada Capelinha Santa Terezinha, pertencente à paróquia de Santo Antônio, em Água Fria.

## Demografia
- Área territorial: 34,4 ha
- População Residente: 7.703
- Densidade demográfica: 245,74 hab./ha.[1]